# Arabako hegoaldeko mendilerroak / Sierras meridionales de Álava
Arabako hegoaldeko mendilerroak / Sierras meridionales de Álava este o arie protejată (arie specială de conservare — SAC, sit de importanță comunitară — SCI, arie de protecție specială avifaunistică — SPA) din Spania întinsă pe o suprafață de 18.515,02 ha, integral pe uscat.

## Localizare
Centrul sitului Arabako hegoaldeko mendilerroak / Sierras meridionales de Álava este situat la coordonatele 42°36′58″N 2°40′02″W / 42.6162°N 2.6672°V.

## Înființare
Situl Arabako hegoaldeko mendilerroak / Sierras meridionales de Álava a fost declarat sit de importanță comunitară în noiembrie 2000 pentru a proteja 2 specii de plante și 94 de specii de animale. Alte tipuri de protecție:
- arie de protecție specială avifaunistică (în noiembrie 2000)[2]
- arie specială de conservare (în februarie 2016)[1][3][4]

## Biodiversitate
Situată în ecoregiunile atlantică și mediteraneană, aria protejată conține 29 de habitate naturale: Păduri de Castanea sativa, Mlaștini calcaroase cu Cladium mariscus și specii de Caricion davallianae, Iazuri temporare mediteraneene, Păduri de fag acidofile atlantice, cu subarboret de Ilex și, uneori, de asemenea, Taxus, la nivelul arbuștilor (Quercion robori-petraeae sau Ilici-Fagenion), Păduri pe pante, grohotișuri și ravene de Tilio-Acerion, Pseudostepă cu ierburi și specii anuale de Thero-Brachypodietea, Păduri de Quercus ilex și Quercus rotundifolia, Păduri de stejar galițio-portugheze cu Quercus robur și Quercus pyrenaica, Pajiști uscate seminaturale și facies de acoperire cu tufișuri pe substraturi calcaroase (Festuco-Brometalia) (* situri importante pentru orhidee), Formațiuni stabile xerotermofile de Buxus sempervirens pe pante stâncoase (Berberidion p.p.), Pajiști umede mediteraneene cu ierburi înalte de Molinio-Holoschoenion, Pajiști uscate europene, Pajiști uscate seminaturale și facies de acoperire cu tufișuri pe substraturi calcaroase (Festuco-Brometalia) (* situri importante pentru orhidee), Mlaștini alcaline, Formațiuni ierboase bogate în specii de Nardus, dezvoltate pe substraturi silicioase în zone montane (și în zone submontane, în Europa continentală), Peșteri inaccesibile publicului, Pajiști alpine și boreale, Păduri iberice de Quercus faginea și Quercus canariensis, Păduri de fag din Europa Centrală dezvoltate pe sol calcaros cu Cephalanthero-Fagion, Grohotișuri termofile și vest-mediteraneene, Păduri mediteraneene de Taxus baccata, Matorral arborescenți cu Juniperus spp., Pante stâncoase calcaroase cu vegetație casmofită, Izvoare petrifiante cu formare de travertin (Cratoneurion), Păduri de stejar sau de stejar și carpen sub-atlantice și medio-europene de Carpinion betuli, Pajiști alpine și subalpine calcaroase, Păduri aluvionare cu Alnus glutinosa și Fraxinus excelsior (Alno-Padion, Alnion incanae, Salicion albae), Galerii de Salix alba și de Populus alba, Lande oro-mediteraneene cu formațiuni endemice de grozamă.
La baza desemnării sitului se află mai multe specii protejate:
- plante (2): Narcissus asturiensis, Narcissus triandrus subsp. capax
- păsări (76): uliu porumbar (Accipiter gentilis), lăcar mare (Acrocephalus arundinaceus), lăcar-de-lac (Acrocephalus scirpaceus), fluierar de munte (Actitis hypoleucos), vulturul negru (Aegypius monachus), pescăruș albastru (Alcedo atthis), rață pitică (Anas crecca), fâsă-de-câmp (Anthus campestris), fâsă de pădure (Anthus spinoletta), acvilă de munte (Aquila chrysaetos), Aquila fasciata, stârc roșu (Ardea purpurea), buha (Bubo bubo), pasărea ogorului (Burhinus oedicnemus), ciocârlie-cu-degete-scurte (Calandrella brachydactyla), caprimulg (Caprimulgus europaeus), scatiu (Carduelis spinus), șerpar (Circaetus gallicus), erete de stuf (Circus aeruginosus), erete vânăt (Circus cyaneus), erete cenușiu (Circus pygargus), botgros (Coccothraustes coccothraustes), porumbel de scorbură (Columba oenas), porumbel gulerat (Columba palumbus), Corvus monedula, prepeliță (Coturnix coturnix), ciocănitoare neagră (Dryocopus martius), Elanus caeruleus, presură de grădină (Emberiza hortulana), șoim de iarnă (Falco columbarius), șoim călător (Falco peregrinus), șoimul rândunelelor (Falco subbuteo), muscar negru (Ficedula hypoleuca), Galerida theklae, zăgan (Gypaetus barbatus), vulturul pleșuv sur (Gyps fulvus), acvilă pitică (Hieraaetus pennatus), stârc pitic (Ixobrychus minutus), capîntortură (Jynx torquilla), sfrâncioc roșiatic (Lanius collurio), sfrâncioc cu cap roșu (Lanius senator), Leiopicus medius, ciocârlie de pădure (Lullula arborea), ciocârlie de bărăgan (Melanocorypha calandra), prigoare (Merops apiaster), gaia neagră (Milvus migrans), gaia roșie (Milvus milvus), mierlă de piatră (Monticola saxatilis), mierlă albastră (Monticola solitarius), codobatura galbenă (Motacilla flava), muscar sur (Muscicapa striata), vultur egiptean (Neophron percnopterus), stârc de noapte (Nycticorax nycticorax), pietrar mediteranean (Oenanthe hispanica), pietrar sur (Oenanthe oenanthe), ciuf-pitic (Otus scops), viespar (Pernis apivorus), cormoran mare (Phalacrocorax carbo), codroșul de pădure (Phoenicurus phoenicurus), pitulice-fluierătoare (Phylloscopus trochilus), Prunella collaris, Pyrrhocorax pyrrhocorax, cristei de baltă (Rallus aquaticus), aușel cu cap galben (Regulus regulus), pițigoi-pungar (Remiz pendulinus), lăstun de mal (Riparia riparia), mărăcinar (Saxicola rubetra), sitar de pădure (Scolopax rusticola), turturică (Streptopelia turtur), graur (Sturnus vulgaris), silvie roșcată (Sylvia cantillans), silvie de tufiș (Sylvia undata), corcodel mic (Tachybaptus ruficollis), sturzul viilor (Turdus iliacus), mierlă gulerată (Turdus torquatus), pupăză (Upupa epops)
- mamifere (11): liliac cârn (Barbastella barbastellus), vidră de râu (Lutra lutra), liliac cu aripi lungi (Miniopterus schreibersii), nurcă (Mustela lutreola), liliac cu urechi mari (Myotis bechsteinii), liliac cu urechi de șoarece (Myotis blythii), liliac cărămiziu (Myotis emarginatus), liliac comun (Myotis myotis), liliacul mediteranean cu potcoavă (Rhinolophus euryale), liliacul mare cu potcoavă (Rhinolophus ferrumequinum), liliacul mic cu potcoavă (Rhinolophus hipposideros)
- nevertebrate (5): Austropotamobius pallipes, croitorul mare al stejarului (Cerambyx cerdo), fluturele auriu (Euphydryas aurinia), Euplagia quadripunctaria, rădașcă (Lucanus cervus)
- pești (2): Achondrostoma arcasii, Parachondrostoma miegii

Pe lângă speciile protejate, pe teritoriul sitului au mai fost identificate 27 de specii de plante, 17 specii de păsări, 5 specii de amfibieni, 18 specii de mamifere, 1 specie de pești, 4 specii de reptile.